# Heliophila juncea
Heliophila juncea är en korsblommig växtart som först beskrevs av Peter Jonas Bergius, och fick sitt nu gällande namn av George Claridge Druce. Heliophila juncea ingår i släktet solvänner, och familjen korsblommiga växter. Inga underarter finns listade i Catalogue of Life.